# Without You (Charles)
Without You is een nummer van de Belgische zangeres Charles uit 2021. Het is de derde en laatste single van haar debuutalbum Falling While Rising.
De originele versie van het nummer werd een hit in Wallonië, waar Charles vandaan komt. Het bereikte daar de 28e positie. Tijdens de halve finale van The Voice van Vlaanderen werd het nummer gezongen als duet tussen Charles en IBE. Dit duet werd ook op single uitgebracht, maar werd geen hit. Het bereikte in Vlaanderen slechts de 23e positie in de Tipparade. Volgens Charles en IBE gaat het nummer "over afhankelijkheid tussen mensen, zowel negatief als positief."

## Tracklijst
Muziekdownload
1. "Without You" - 3:05